# Cytherella banda
Cytherella banda är en kräftdjursart som beskrevs av Benson 1959. Cytherella banda ingår i släktet Cytherella och familjen Cytherellidae. Inga underarter finns listade i Catalogue of Life.